# William J. Jefferson

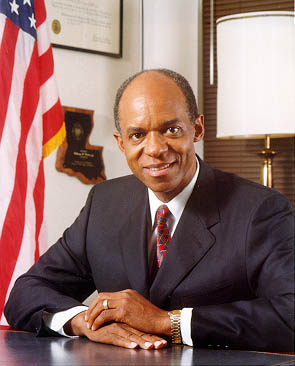
William J. Jefferson

William Jennings „Bill“ Jefferson (* 14. März 1947 in Lake Providence, Louisiana) ist ein ehemaliger US-amerikanischer Politiker. Zwischen 1991 und 2009 vertrat er den Bundesstaat Louisiana im US-Repräsentantenhaus.

## Werdegang
William Jefferson besuchte die Griffin High School in Lake Providence und studierte dann bis 1969 am Southern University and A&M College in Baton Rouge. Nach einem anschließenden Jurastudium an der Harvard University und seiner 1972 erfolgten Zulassung als Rechtsanwalt begann er in diesem Beruf zu arbeiten. Zwischen 1972 und 1973 war er für den Bundesbezirksrichter Alvin B. Rubin tätig. In den Jahren 1973 und 1975 gehörte er zum Stab des US-Senators Bennett Johnston aus Louisiana.
Politisch wurde Jefferson Mitglied der Demokratischen Partei. Von 1979 bis 1990 saß er im Senat von Louisiana. In den Jahren 1982 und 1986 kandidierte er jeweils erfolglos für das Amt des Bürgermeisters von New Orleans. Bei den Kongresswahlen des Jahres 1990 wurde Jefferson im zweiten Wahlbezirk von Louisiana in das US-Repräsentantenhaus in Washington, D.C. gewählt, wo er am 3. Januar 1991 die Nachfolge von Lindy Boggs antrat. Nach acht Wiederwahlen konnte er bis zum 3. Januar 2009 neun Legislaturperioden im Kongress absolvieren. 1999 war er der demokratische Kandidat für das Amt des Gouverneurs von Louisiana, verlor aber deutlich gegen den republikanischen Amtsinhaber Mike Foster.
Bereits seit 2006 stand William Jefferson unter Beobachtung durch das FBI, das gegen ihn wegen Bestechung ermittelte. Trotzdem wurde er in diesem Jahr nochmals in den Kongress gewählt. Bei den Wahlen des Jahres 2008 unterlag er wohl auch wegen der gegen ihn erhobenen Vorwürfe dem Republikaner Joseph Cao. Am 13. November 2009 wurde William Jefferson wegen Korruption von einem Gericht in Virginia zu 13 Jahren Gefängnis verurteilt. Das ist die höchste Strafe, die jemals gegen einen Kongressabgeordneten wegen dieses Vergehens verhängt wurde. Auch einige seiner Verwandten wurden wegen Komplizenschaft zu ähnlichen Strafen verurteilt.